# Eega
Pour plus de détails, voir Fiche technique et Distribution.
Eega est un film indien réalisé par S. S. Rajamouli, sorti en 2012.

## Synopsis
Un homme réincarné en mouche cherche à se venger de son assassin.

## Fiche technique
- Titre français : Eega
- Réalisation : S. S. Rajamouli
- Scénario : K. V. Vijayendra Prasad et Crazy Mohan
- Pays d'origine : Inde
- Format : Couleurs - 35 mm - 2,35:1
- Genre : comédie, fantastique
- Durée : 145 minutes
- Date de sortie : 2012

## Distribution
- Nani : Nani
- Samantha Ruth Prabhu : Bindhu
- Sudeep : Sudeep
- Hamsa Nandini : Kala
- Crazy Mohan : docteur
- Santhanam : Govindhan
- Adithya Menon : assistant de Sudeep
- Chandra Sekhar : Tantra

## Distinctions
- 2012 : Grand prix du jury des Utopiales.
- 2013 : Filmfare Award du meilleur film en télougou